# قلعه ابن‌عماره
قلعه ابن‌عماره یا حصن‌ ابن‌عماره یا با نام فارسی قلعه دیکدان یا دیک‌بایه در ناحیه سیف عماره و در منتهی‌الیه نقطهٔ شرقی فارس قدیم در ساحل دریا قرار داشته‌است. این قلعه پناهگاه دزدان دریایی بوده‌است. اصطخری دربارهٔ این قلعه می‌گوید «قلعه‌ای است در کنار دریا که ناگشودنی است و سراسر فارس قلعه ای نیست که بهتر از این در برابر حملات مقاوم باشد. آن را به جلندی منسوب می دانند. هیچ‌کس نیست که بتواند منحصراً متکی به نیروی خود از آن صعود کند. بلکه باید او را به کمک طنابی بالا بکشند. در آن جایگاهی است که یکی از اعضای خانوادهٔ ابن عماره آنجا به نگهبانی می‌نشیند، عشریهٔ کشتی‌ها را در همین جا وصول می‌کنند.»

ابن حوقل نام فارسی دیک‌بایه یعنی دیگ‌پای را ذکر می‌کند و توضیح می‌دهد منظور آن است که مانند سه پایهٔ دیگ است، زیرا قلعهٔ برفراز سه پرتگاه سربرافراشته‌است، همانطور که دیگ را بر روی سنگ اجاق قرار می‌دهند. ابوالفداء می‌گوید این قلعه از توابع فارس یا کرمان شمرده می‌شده و در روزگار وی ویران بوده‌است.